# 山財ダム
山財ダム（さんざいダム）は、愛媛県宇和島市の岩松川水系・御代ノ川に建設されたダム。

## 概要
高さ64メートルの重力式コンクリートダムで、洪水調節のほか、上水道およびかんがい用水の取水を目的とする多目的ダムである。ダム湖の名称は鷺里湖（さぎりこ）。
1954年（昭和29年）に未完成のまま河川改修が停止された岩松川の治水と、南予地方で不足する生活用水・農業用水の確保を目的として「岩松川総合開発」が計画され、県による単独調査が1967年（昭和42年）から3年間実施された。工事自体は1972年（昭和47年）に着工。また同年から2年に渡って国からの補助を受けての実施計画調査も行われて、1980年（昭和55年）に竣工。ダム本体と共同幹線水路・農業専用および上水道専用施設の全てを合わせた総事業費は167億7,000万円余となっている。
2020年現在、上水は1日あたり最大で10,400立方メートルを取水しており、取水された水は津島水道企業団の浄水場3か所を経て宇和島市津島町・宇和海地区、愛南町内海地区の6,000戸余に供給している。

## 周辺
ダムに隣接して山財ダム第1号公園および山財ダム第2号公園が整備されている。またダム湖周辺には約3キロメートルに渡っておよそ600本のソメイヨシノが植えられており、3月下旬に花を咲かせる「桜の名所」として知られている。